# キン肉マン 晴れ姿!正義超人
『キン肉マン 晴れ姿!正義超人』（キンにくマン はれすがた!せいぎちょうじん）は、ゆでたまご原作のアニメ『キン肉マン』の劇場版第5作。1985年12月21日に東映まんがまつりで公開された。上映時間は60分。
キャッチコピーは「時代劇だよ七変化!江戸城リングにオールスター勢揃い」。

## 概要
観客動員数220万人。江戸時代にタイムスリップした正義超人の活躍を描いた作品。『水戸黄門』や『旗本退屈男』など時代劇のパロディが多い。本作では夢の超人タッグ編でのコンビが再結成されている。蟹江栄司が死去したため、本作からラーメンマン役は銀河万丈が担当している。
なお本作の「副題クレジット部」は、「大団扇を仰ぐキン肉マン」・「御輿を担ぐミート君・ナチグロン・中野さんと子供たち」が表示されており、シリーズでは唯一キャラクターが映されている。

## あらすじ

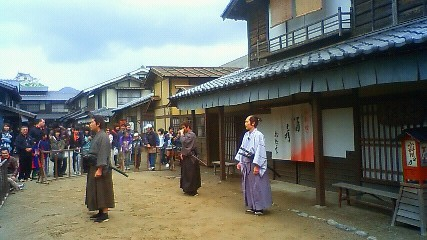
キン肉マン達が行った東映太秦映画村（写真は2012年4月撮影）

マリと園児たちと共に東映太秦映画村を訪れたキン肉マン。だが突如起きた落雷によって、江戸時代にタイムスリップしてしまう。そこでは悪の超人・朱天童子が将軍の娘マリ姫を狙っていた。マリにそっくりなマリ姫を守るために朱天童子と戦うキン肉マンだったが、四天王を率いる朱天童子に敗北。しかしキン骨オババの力でキン肉マンの危機を知った正義超人たちも、江戸時代にタイムスリップしてきた。マリ姫を救うため、時代を超えた戦いが始まる。

## ゲストキャラクター
マリ姫
将軍の娘。キン肉マンのガールフレンド・二階堂マリに似ている。朱天童子から自分を守ってくれるというキン肉マンを「スグル様」と呼び慕う。戦いが終わったら花嫁になる約束をし、ラストで現代に帰ろうとしたキン肉マンに連れていかれそうになるが、徳川真弓らに引き留められたことで未来に連れていかれずに済んだ。
徳川真弓
江戸幕府の将軍。娘を愛するあまり朱天童子に国を明け渡そうとするなど、子煩悩すぎる父親。キン肉真弓にそっくり（ただし、チョンマゲをしている）で妻もキン肉王妃に瓜二つ（ただし、カツラを被っている）。そして、ご意見番の大久保彦左衛門も白髭を生やしている、メガネをかけているなど一部を除いては大会委員長とそっくりである。

### 朱天超人
朱天童子
出身：日本（江戸時代）
超人強度：1300万パワー
マリ姫を花嫁にしようと狙う、鬼のような姿をした超人。キン肉マンを苦しめた悪魔将軍の先祖であり、元祖・地獄の断頭台という技を使う。時空を超えた全ての悪の超人の総大将と言われている。強力な四天王と、朱天軍団と呼ばれる多数の部下を率いる。最終決戦では氷の特設リングでキン肉マンと対決。口から「水を掛けられると勢いを増す炎」を吐き、キン肉マンを苦しめる。最後は風林火山とキン肉ドライバーを連続で受けてもなお、剣を振るって反撃しようとするが、直後に体が爆発して敗れた。
ザ・サンゾクーン
出身：日本（江戸時代）
超人強度：250万パワー
朱天軍団四天王の一人。三叉の槍を武器とする。ブロッケンJr.とリキシマンのモスト・デンジャラスコンビと戦う。最後は自ら起こした雪崩でモスト・デンジャラス・コンビを道連れにする。
ザ・ニンジャマン
出身：日本（江戸時代）
超人強度：320万パワー
四天王の一人。忍者のように身軽で、マリ姫をさらった。狼のような部下を率いて、森林でテリーマンとジェロニモのニュー・マシンガンズと戦う。技を失敗するシーンが多い。最後はジェロニモのアパッチのおたけびで倒れた木々の下敷きにされ、敗れた。
ザ・ウミボーズン
出身：日本（江戸時代）
超人強度：360万パワー
四天王の一人。鎖付き鉄球を振るい、水を自在に操る。氷の湖上でロビンマスクとウォーズマンの超人師弟コンビと戦う。最後はタッグフォーメーションAとロビン・スペシャルを連続で受け、敗れた。
ザ・ニオーッ
出身：日本（江戸時代）
超人強度：380万パワー
四天王の一人。巨大な金棒を軽々と振るうパワーファイター。氷の橋の上でバッファローマンとラーメンマンの2000万パワーズと戦う。最後はロングホーントレインによって敗れ、谷底へ転落する。
ウコン之助
出身：日本（江戸時代）
超人強度：95万パワー
朱天童子の部下であり、ウコン一族の祖先でもある。数々の子孫がキン肉マンに侮辱されたことを知っており、他の子孫同様キン肉マンに名前を間違えられ、さらに消臭剤をかけられて敗れた。
本作のパンフレットと最後の劇場版『キン肉マン 正義超人vs戦士超人』に登場した子孫であるグレートウコン2世の家系図では「グレート・ウコン」という名前になっていた。

## 声の出演
- キン肉マン - 神谷明
- ミート君 - 松島みのり
- 中野さん - はせさん治
- キン肉大王 - 岸野一彦
- キン肉王妃 - 山口奈々
- 大会委員長 - 北川米彦
- ナチグロン - 山本圭子
- 翔野ナツ子 - 鶴ひろみ
- テリーマン - 田中秀幸
- ラーメンマン - 銀河万丈
- ジェロニモ - 塩沢兼人
- ウォーズマン - 堀秀行
- ロビンマスク - 郷里大輔
- リキシマン - 広瀬正志
- キン骨マン - 二又一成
- バッファローマン、イワオ[6] - 佐藤正治
- ブロッケンJr.、与作さん[6] - 水鳥鉄夫
- 五分刈刑事 - 戸谷公次
- 二階堂マリ - 中島千里
- 腰元 - 柴田由美子
- 腰元 - 菅沼百々代
- ザ・ニオーッ - 矢田耕司
- 朱天童子 - 飯塚昭三
- ウコン之介&子分[4] - ゆでたまご（特別出演）

## スタッフ
- 製作総指揮：今田智憲
- プロデューサー：田宮武
- 原作：ゆでたまご
- 脚本：山崎晴哉
- 音楽：風戸慎介
- 撮影監督：高梨洋一
- 編集：祖田冨美夫
- 録音：市川修
- 美術監督：襟立智子
- 作画監督：森利夫
- 製作担当：関良宏
- 監督：川田武範
- 原画：高橋英吉、松本朋之、深谷英作、小曽根孝夫、山崎唯文、村松尚雄、松下清志、塚本哲哉、篠田章、多田康之、高橋昇
- 動画：植木貞子、大村まゆみ、杉山典子、小曽根陽子、上野千夏、河原井敦子、坂詰かよ、望月頼子、川島由美子、河副富美子、安藤久美子、村上鴨康、舛館俊秀、山崎健志、栗山浩、野本真弓、安齋敏之、三橋和弘、高橋陽子、稲垣裕子
- 動画チェッカー：大島明子
- 背景：井出智子、壇久美子、松尾美千子、田中みつる、須田栄子、小笠原ゑつ子
- セログラフ：金井八重子
- トレース：奥西紀美代
- 彩色：鈴木義剛、杉田清美、根本圭子、柏谷精作、井上弘子、幡谷清美、中村しのぶ、佐久間ヨシ子
- 検査：新井マリー
- 特殊効果：壇合昇
- チーフ撮影：清水政夫
- 撮影：片山幸男、池田重好、細田民男、町田賢樹、相磯嘉雄、武井利晴、福井政利、坂西勝、今村昌史
- ネガ編集：福光衣久子
- 音響効果：横山正和
- 仕上進行：茂木明子
- 美術進行：中村実
- 記録：竹沢裕美子
- 助監督：浅田裕二
- 製作進行：城田佳和
- 録音スタジオ：タバック
- 現像：東映化学

## 主題歌
オープニングテーマ - 「炎のキン肉マン」
歌 - 串田アキラ / 作詞 - 森雪之丞 / 作曲 - 芹澤廣明 / 編曲 - 奥慶一
エンディングテーマ - 「キン肉マンボ」
歌 - 神谷明、こおろぎ'73、Shines / 作詞・作曲 - 森雪之丞 / 編曲 - 奥慶一

## 同時上映
- キャプテン翼 危うし!全日本Jr.
- ゲゲゲの鬼太郎

## 映像ソフト
いずれも東映ビデオより発売。
- VHS

1986年3月21日に発売。
- DVD
  - キン肉マン THE☆MOVIES
2004年4月21日発売。
  - キン肉マン コンプリートDVD-BOX
2008年12月20日発売。